# Rajd Karkonoski 1998
Rajd Karkonoski 1998 – 18. edycja Rajdu Karkonoskiego. Był to rajd samochodowy rozgrywany od 2 do 10 października  1998 roku. Była to siódma runda Rajdowych Samochodowych Mistrzostw Polski w roku 1998 oraz pięćdziesiątą pierwszą rundą Rajdowych Mistrzostw Europy w roku 1998. Rajd składał się z dwudziestu czterech odcinków specjalnych.

## Wyniki końcowe rajdu
| Miejsce                                         | Kierowca                                        | Pilot                                           | Samochód                                        | Czas                                            | Strata                                          | Grupa Klasa                                     |
| Klasyfikacja generalna, ERC i mistrzostw Polski | Klasyfikacja generalna, ERC i mistrzostw Polski | Klasyfikacja generalna, ERC i mistrzostw Polski | Klasyfikacja generalna, ERC i mistrzostw Polski | Klasyfikacja generalna, ERC i mistrzostw Polski | Klasyfikacja generalna, ERC i mistrzostw Polski | Klasyfikacja generalna, ERC i mistrzostw Polski |
| ----------------------------------------------- | ----------------------------------------------- | ----------------------------------------------- | ----------------------------------------------- | ----------------------------------------------- | ----------------------------------------------- | ----------------------------------------------- |
| 1                                               | Janusz Kulig                                    | Jarosław Baran                                  | Renault Mégane Maxi                             | 2:39:29.1                                       | -                                               | A7                                              |
| 2                                               | Robert Gryczyński                               | Tadeusz Burkacki                                | Toyota Corolla WRC                              | 2:39:56.0                                       | +26.9                                           | A8                                              |
| 3                                               | Cezary Fuchs                                    | Robert Ziemski                                  | Toyota Celica GT-Four                           | 2:45:43.3                                       | +6:14.2                                         | A8                                              |
| 4                                               | Robert Herba                                    | Jacek Rathe                                     | Mitsubishi Lancer Evo V                         | 2:46:04.4                                       | +6:35.3                                         | N4                                              |
| 5                                               | Piotr Świeboda                                  | Artur Skorupa                                   | Mitsubishi Lancer Evo IV                        | 2:46:04.6                                       | +6:35.5                                         | N4                                              |
| 6                                               | Marek Gieruszczak                               | Maciej Maciejewski                              | Toyota Celica Turbo 4WD                         | 2:46:24.7                                       | +6:55.6                                         | A8                                              |
| 7                                               | Jarosław Pineles                                | Miroslaw Knapik                                 | Mitsubishi Lancer Evo IV                        | 2:48:45.1                                       | +9:16.0                                         | N4                                              |
| 8                                               | Zbigniew Stec                                   | Robert Bromke                                   | Mitsubishi Lancer Evo V                         | 2:49:39.9                                       | +10:10.8                                        | N4                                              |
| 9                                               | Wiesław Stec                                    | Stanisław Bazan                                 | Mitsubishi Lancer Evo III                       | 2:50:33.4                                       | +11:04.3                                        | N4                                              |
| 10                                              | Tomasz Kuchar                                   | Maciej Szczepaniak                              | Volkswagen Golf III Kit Car                     | 2:51:24.9                                       | +11:55.8                                        | A7                                              |